# Автомонтажа
Автомонтажа је некадашње словеначко предузеће за производњу аутомобила са седиштем у Љубљани, које се углавном бавило опремањем и доградњом каросерија аутобуса, камиона и других возила.

## Историја
Предузеће је основано као Аутомонтажа, али је 1936. године мења назив у Автомонтажа. У међувремену, компанија је често мењала власнике. У периоду  од 1933. године до почетка Другог светског рата сувласник и главни конструктор био је Станко Блоудек. Блоудек је започео развој првог словеначког путничког аутомобила, названог по планини Триглав. Аутомобил је направљен на бази немачке компаније DKW. У Аутомонтажи су се трудили да се производ масовно произведе и чак су почели да развијају сопствени мотор, који би био сличан DKW-у, само са бржим хлађењем. Први прототип представљен је у априлу 1934. године.
После Другог светског рата углавном су се бавили опремањем и доградњом тролејбуских и аутобуских каросерија, често у сарадњи са Љубљанским јавним превозником.

## Пропаст предузећа и банкрот
Автомонтажа је производила до 1999 године (под именом Автомонтажа-Бус), најстарија компанија за производњу аутомобила у Словенији, затворена је након стечаја.